# Undertale
《Undertale》（又译作）是一款由獨立遊戲製作人Toby Fox開發的電子角色扮演遊戲，玩家在遊戲中操控一名誤闖地底世界的人類孩童，在這片隱藏於地表之下、由魔法結界隔絕的廣大空間展開冒險，試圖回到地面。旅途中，玩家會遇見各式各樣的怪物，其中部分會引發戰鬥。遊戲的戰鬥系統融合了傳統的回合制戰鬥與彈幕閃避要素，玩家須在敵人攻擊期間操控靈魂標記以躲避攻擊。玩家可選擇透過和平方式安撫或制服怪物，並給予寬恕，而非直接擊殺。這些抉擇將影響遊戲的發展，改變角色對話、互動內容與故事結局。
除了美術設計與部分角色造型由Temmie Chang及其他客座設計者協助外，遊戲的劇本、程式與音樂均由福克斯一人獨立完成。作品靈感來自多部作品與媒體，包括《Brandish》、《瑪利歐與路易吉RPG》、《地球冒險》系列、《東方Project》、角色扮演遊戲《月亮》，以及英國喜劇節目《豆豆先生》。本作原預計為一款約兩小時長的短篇遊戲，並計畫於2014年中推出，但後續開發歷經延宕。
《Undertale》最初於2015年9月在OS X與Windows平台發行，2016年7月移植至Linux，2017年8月推出PlayStation 4與PlayStation Vita版本，2018年9月登上Nintendo Switch，並於2021年3月發行Xbox One版本。遊戲推出後廣受好評，評論者讚譽其主題深度、直覺式戰鬥系統、音樂、原創性、劇情、角色設計與對白，但其像素風格美術則評價兩極。《Undertale》銷量突破五百萬套，並獲多項獎項提名與肯定，被多家遊戲媒體與展會列為年度最佳遊戲之一，亦被視為史上最傑出的電子遊戲之一。

## 遊戲操作
《Undertale》是一款採用俯視視角進行的角色扮演遊戲。 玩家將操作一名墜入地底世界的孩童，透過探索環境與完成各項目標推進劇情。 地底世界由城鎮與洞窟構成，玩家在旅途中須解開各類謎題。此地居住著眾多怪物，其中不少會與玩家發生衝突。玩家可選擇擊敗對手、逃離戰鬥，或與其建立友誼關係。 玩家所做的每一個選擇都會影響故事發展與遊戲體驗，而其中的道德判斷則構成遊戲的設計理念。
在特定劇情事件或随机遇敌中，玩家將進入戰鬥模式。此時畫面切換至小紅心代表的玩家靈魂，需在敵方攻擊階段中閃避彈幕攻勢，戰鬥方式類似彈幕射擊遊戲。 隨著進程推進，會逐步加入例如彩色障礙等新機制，部分頭目戰亦會改變靈魂的操控方式。 玩家可選擇主動攻擊敵人，透過節奏式輸入完成傷害輸出，並藉此獲得EXP與金幣。EXP會提升角色的「LOVE」值（即Level Of Violence）。
遊戲同時提供ACT指令，供玩家觀察敵人的屬性或執行特定互動行為，具體選項因敵人而異。 當玩家施展正確的行動，或將敵方生命值削至極低但未致命時，即可選擇寬恕並和平結束戰鬥。 某些頭目則需在其完成全部對話後方能寬恕。玩家是否選擇擊殺或寬恕怪物，將導致劇情路線與結局出現重大分歧；理論上，遊戲可於不殺害任何角色的情況下完成通關。
戰鬥中，怪物會與玩家進行對話，並顯示出其情緒與回應，進一步強化互動性。 怪物的攻擊樣式亦會根據玩家先前的應對方式發生變化：若採取和平策略，敵人攻擊模式相對簡單；反之，若玩家選擇暴力，敵人則會使用更具威脅性的招式。
此外，《Undertale》融合了多種元敘事手法，將其貫穿於劇情與玩法之中。 當玩家進行二周目遊玩時，部分對話內容與角色反應將會依據前次遊戲紀錄而產生變化。

## 情節
有一天，兩個種族之間爆發了戰爭。
經過漫長的戰鬥之後，人類戰勝了怪物。
《Undertale》的故事全發生於地下世界，怪物們被封印在一個巨大的地下洞穴裡，他們曾與人類和諧的生活在地表上，但在和人類的戰爭失敗后被驅逐，地下和地表世界則被人類創建的屏障隔開，在此之後，人類和怪物完全分居。地下世界唯一的入口則在伊波特山(Mount Ebott)。
21世紀初的某年，玩家所操控的主角Frisk從伊波特山掉到地下世界，並遇到了Flowey，這朵花向被稱為墜落之子的主角說明這個世界的運作機制，並鼓勵他們提高「LV」（“LOVE”）數值，並欺騙墜落之子觸碰它的攻擊，告訴他們可通過殺死怪物得到「EXP（經驗）」，並在欺騙主角后主張：「在這個世界上只有殺戮，或是被殺」。
當Flowey試圖殺掉主角時，Toriel將會阻止並從Flowey手中救出了主角。Toriel是一位慈祥，具有山羊外貌的怪物，她和善的教導主角如何解決關卡的謎題，以及如何在不傷害傷害怪物也能在戰鬥中活下來的技巧，並希望主角可以把「遗迹」作为自己的新家并一直居住下去，从而保護主角不被地下世界的國王——Asgore Dreemurr傷害。
不過，主角最終仍然向Toriel告別，尋找Asgore的城堡和被結界阻擋，能到達地表世界的通道。在旅途中，主角結識了各式各樣的怪物，包含在雪镇擔任哨兵的骷髏兄弟Sans和Papyrus，皇家衛隊的首領Undyne、皇家科學家Alphys、地下世界的電視節目主持人Mettaton等人，並在途中與其中一些怪物戰鬥。在戰鬥中，主角可選擇殺死或饒恕(Spare)怪物，也能與他們成為朋友。
隨著對話和劇情的推展，主角漸漸知悉人類和怪物之間的戰爭由何源起，以及地城王子Asriel的背景故事。
Asriel是Asgore和Toriel的兒子。某日，他與第一個掉到地下的人類Chara結識，後來第一個人類被Asgore和Toriel收養。
一日，Chara计划讓Asriel吸收他的靈魂，藉此穿越屏障，在地表收集六個人類靈魂，意圖解放怪物，从而报复人类。按照計畫，第一個人類喝下毛茛製成的茶自殺，Asriel吸收了Chara的靈魂，並帶著他的屍體穿過屏障返回他的家鄉。但村莊的居民誤以為Asriel殺了Chara，而開始攻擊他。 Chara打算按照計畫殺害人類，而Asriel卻拒絕執行計劃，並沒有攻擊人類，只是硬抗著村民們的攻擊，將Chara的屍體帶回地底，然後在金色花床上化作灰燼。其意識附著在了第一朵在地城中盛開的金色花上，後來被Alphys帶回真.實驗室並注射了決心，變成了沒有靈魂的生命，也就是後來的Flowey。

隨著兩個孩子的死亡，悲痛的Asgore對人類再次發起戰爭，並決定將殺死任何落入地下的人類來收集靈魂，打破屏障。遊戲開始時，他已持有六個人類靈魂。
遊戲的結局取決於玩家如何對應與怪物的戰鬥。結局主要分為三類: 中立路線、和平路線，和屠殺路線。一周目時，若玩家沒有殺死地下世界的所有怪物，將進入中立結局，這取決玩家造成哪些重要人物死亡，共有超過十二個分歧路線。在遊戲接近尾聲時，主角將會到達城堡，並透過Alphys所述知曉了他們還需要一個人類的靈魂，才足以越過屏障的事實，這迫使主角和Asgore戰鬥。 Sans則會在审判長廊（Judgment Hall）叫住主角，告訴他們的「LOVE」其實是「暴力等級（Level Of ViolencE）」的縮寫；以及「EXP」是「處決點數（EXecution Points）」的縮寫。
當墜落之子到達足夠的「EXP」時，「LOVE」即會提升。Sans將以主角（玩家）的戰鬥方式為依據，親自審判主角。但要跟Sans戰鬥，玩家的「LV」必須達到19（最高等級）且正處於屠殺路線才能跟Sans真正戰鬥。

## 本作登場角色
- 英语和日语名称均以Toby Fox和日语本地化开发商8-4官方发布的名称为准。

### 主要角色
Frisk
本作主角，性別不明，是由玩家所操作，第八位墜落的人類，形象為膚色偏黃，穿著紫藍相間橫條紋上衣的孩子，外表大約5、6歲，擁有「決心」(Determination)，能使用存档/读档/重置等能力。
Toriel
穿著紫色長袍、猶如母親般溫柔慷慨、有著山羊外貌的怪物，是玩家在遊戲中遇到的第二個角色，非常關心墜落到地下世界的人類。
Sans
穿著藍色連帽外套和拖鞋、身材矮胖的骷髏怪物，十分懶惰，經常睡覺。此外也是Papyrus的哥哥，十分疼愛弟弟。
Papyrus
外型及性格類似堂吉诃德、穿著鎧甲及紅色披風、高大纖瘦的骷髏，Sans的兄弟（弟弟），在戰鬥時會以骨頭（白色與淺藍色）進行攻擊。
Undyne
地下王國的守衛隊隊長，留著紅色馬尾的女性藍色魚人，經常穿著鎧甲。底下是黑色背心及牛仔褲，非值勤時間外出穿著淺色毛衣洋裝及深色外套。
Alphys
戴著圓形眼鏡、穿著白色實驗衣，黃色的女性蜥蜴或是恐龍怪物，是地下王國的皇家科學家。精通電子儀器。
Mettaton
由Alphys製造的娛樂用機器人，外型為以單輪移動的金屬長方體，有兩個機械手臂，前方控制面板上有二十格燈號及四個旋鈕。是一個充滿自信和魅力的電視主持人，在地下世界主持及製作大部分的電視節目。
Asgore
地下王國的統治者，有著山羊外貌的怪物，也是系列中最強大的怪物之一。
Flowey
外型為一朵類似金雀花的黃色小花，於廢墟意圖欺騙並殺死玩家，失敗後開始在地下世界跟蹤墜落之子。
Asriel
地城王子，一個溫順、缺乏冒險意識而且友善、喜愛笑話的山羊型怪物，穿著與第一位人類相同的橫條紋上衣及短褲。
Chara
第一位墜落的人類，外表擁有白皙皮膚的兒童，性別不明。

### 主要配角
在地下世界的區域（廢墟、雪地、瀑布、熱地、核心、真實驗室）中，會出現許多可觸發戰鬥或進行對話之NPC角色，下面則列出為具有特殊意義，或後續追加、隱藏角色。
七名人類（Seven Humans）
從地表世界穿過伊波特山的屏障來到地下世界的七名人類。他們分別是第一個人類、主角和Asgore所收集的六個人類靈魂。七名人類所擁有的靈魂顔色分別為:紅色、水色、橙色、藍色、紫色、綠色、黄色。
Napstablook
擁有長而白身軀的鬼魂怪物，居住在瀑布的音樂家。同時也是玩家會在廢墟遇到的遊戲第一個小頭目。
Mad Dummy
鬼魂怪物，住在垃圾場裡的假人裡面。
Monster Kid
似乎沒有雙臂，個性純真積極、精力充沛的恐龍小孩。
Muffet
有著淡紫色的皮膚的蜘蛛怪物，是地下世界所有蜘蛛的首領。在熱地築巢並開設了一間蜘蛛烘焙坊。
Temmie
居住在Temmie村莊和瀑布，外型長有狗耳朵蓄著及肩的黑髮、穿著藍色條紋襯衫的貓。
W. D. Gaster
並未在遊戲登場的神祕角色，他的大部分互動以及3位追隨者的蹤影，只能倚靠改變遊戲特定程式碼（修改fun值为66）或運氣（約2.8%機率）接觸。依照追隨者說明，他似乎為前任皇室科學家。

## 開發
《Undertale》的開發歷時32個月，由Toby Fox一人主導完成。 遊戲的資金來源來自Kickstarter群眾募資平台，於2013年6月25日啟動，目標金額為5,000美元。最終募資活動於同年7月25日結束，共吸引2,398名支持者，累計募得51,124美元。儘管開發經驗有限，福克斯曾與三位兄弟在童年時期使用RPG Maker 2000製作過若干角色扮演遊戲，惟多數作品並未完成。他在高中期間亦曾創作多部《地球冒險2 基格的逆襲》的ROM修改版。 在《Undertale》問世之前，他最廣為人知的作品是自2010年起為網路漫畫《Homestuck》製作的配樂。 《Undertale》是他首度完整編寫與發行的商業遊戲作品。
Fox曾表示，2012年12月他在隨意瀏覽維基百科時閱讀到数组的條目，這是他先前不甚熟悉的概念。在閱讀過程中，他開始構想一套可應用於角色扮演遊戲的文字系統，並於完成後進一步發展出戰鬥系統的原型。 遊戲是以GameMaker: Studio製作完成， 此一系統亦影響了他後續的劇本撰寫方式，使戰鬥與劇情互相扣合。 Fox希望打造一款與主流角色扮演遊戲風格迥異的作品，因為他認為許多遊戲「玩起來相當無聊」。 他目標創作出一款「角色有趣」，並能「以遊戲媒介作為敘事工具」的作品，而非單純將故事與玩法分離處理。
遊戲的開發幾乎全由Fox獨立完成，僅部分美術設計由他人協助，他曾表示這樣安排是為了避免過度依賴他人。 遊戲主要的美術風格由Temmie Chang負責，她繪製了多數角色的像素圖與概念草圖。Fox亦曾指出，即使美術人力更為充足，他仍可能維持本作的簡約風格，因為他認為「觀眾對簡單描繪的角色更容易產生情感連結」，此類風格亦便於運用視覺笑點強化表現。 回顧開發歷程，Fox形容《Undertale》是一個「由他喜歡的各種要素隨意堆疊而成的巨大塊魂」，並坦言其中部分劇情內容「幾乎是即興創作，臨時拼湊而成」。

### 遊戲設計
《Undertale》中的防禦環節戰鬥系統靈感來自《瑪利歐與路易吉》系列，以及彈幕射擊遊戲如《東方Project》系列。 福克斯在設計戰鬥系統時，目標是創造他自己也會喜愛的遊戲機制。 他希望《Undertale》的戰鬥系統能與1996年的《超級瑪利歐RPG》及2003年的《瑪利歐與路易吉》兼具吸引力。福克斯不希望遊戲中任何時候都必須進行刷等級，而是將其設定為玩家可選擇的選項；他也反感尋物任務，因為那種任務常涉及重複回頭尋找，他不喜歡此類設計。
就遊戲難度而言，Fox確保遊戲對玩家而言既簡單又有趣。他曾邀請一些沒有彈幕射擊經驗的朋友測試遊戲，發現他們均能完成遊戲。福克斯認為此難度設定是最佳平衡點，尤其考量新增難度選項所帶來的複雜性。
遊戲的對話系統靈感來自1992年的《真·女神转生》， 特別是玩家可透過對話與怪物交涉以避免戰鬥的遊戲機制。福克斯希望將此系統加以擴展，因為若交涉失敗，則必須進行戰鬥。他表示：「我想創造一個滿足我與怪物交談慾望的系統」。 在設計該機制時，「不殺敵通關」的理念便自然形成。 不過，他在整個開發過程中從未考慮移除戰鬥選項。 當被問及不殺敵的遊玩難度時，福克斯表示這正是遊戲的主要主題之一，並鼓勵玩家自行思考此點。
儘管未曾遊玩過，福克斯亦受到1997年遊戲《月亮》的啟發，該作主題圍繞玩家修復「英雄」造成的傷害，藉由幫助他人提升「愛心等級」而非傷害他人。 福克斯亦提及2004年遊戲《洞窟物語》作為整體靈感來源。

### 劇本
根據Fox的說法，《Undertale》「受困地下世界」的構想來自電子遊戲《Brandish》。 他亦受到网络文化中的荒誕幽默，以及英國喜劇節目《豆豆先生》的啟發。（1:27:30） 此外，《地球冒險》系列所營造的不安氛圍也對他產生深遠影響。Fox表示，他創作本作的初衷之一，是為了顛覆那些在遊戲中被視為理所當然的設計概念。
在撰寫劇本時，他認為一旦角色的語氣與個性被確立，故事就能自然地推展，整個遊戲世界也將隨之成形，因為「這個世界就是角色們所講述的故事結晶」。 Fox強調讓遊戲中的怪物「具有個體性」是極為重要的設計理念，並批評如《最終幻想系列》中那些外型雷同的怪物「毫無意義」。
遊戲中最早登場的角色之一Toriel，最初的設計用意是諷刺傳統角色扮演遊戲中的教學角色。Fox曾表示，他對《薩爾達傳說 天空之劍》中助手角色法伊（Fi）過於頻繁給予提示感到不滿，認為這削弱了解謎的樂趣。此外，他指出許多RPG遊戲缺乏具有存在感的母親角色，例如《寶可夢系列》與《地球冒險》中，母親多僅作為「象徵」，而非真正具有角色深度的存在。 為此，他希望Toriel能成為一位真誠關懷玩家、並具有母性特質的角色。原本遊戲流程要求玩家必須擊殺Toriel才能繼續進行，但Fox在發表試玩版前便移除了該設計。他認為強迫玩家殺死Toriel是錯誤的安排，這項改動也促使他進一步發展出「寬恕怪物」的選項，並確立了《Undertale》以道德選擇為核心的遊戲理念。
Papyrus與Sans這兩名角色的命名分別來自字體Papyrus與Comic Sans，其遊戲內對話亦以相應字型呈現。 兩人皆在遊戲職員表中標註靈感來自J.N. Wiedle的網路漫畫《Helvetica》，該作主角為以字體命名的骷髏角色。Papyrus最初源自Fox筆記本中的塗鴉構想，當時設定為一位戴禮帽、性格尖酸的角色，名為「Times New Roman」。 至於Sans最初被設計為一名經營賭場的角色，會講許多冷笑話，但Fox最終認為該設定不夠有趣而予以捨棄。 該賭場構想後來於Xbox One版本中復活，Sans在其與Papyrus的住家中設有賭場設施。
Undyne一角對Fox而言頗具挑戰性。他曾為其設定多種口音與興趣，但唯一不變的是：她是遊戲中首位主動試圖殺死主角的頭目角色。Fox表示，直到他撰寫Undyne於中立與和平路線中頭目戰的獨白時，才真正覺得這個角色形象逐漸清晰、自然成形。
Alphys起初原為男性角色，但Fox對此設計感到不滿，後來決定改為女性，並加入睫毛等特徵以強化辨識度。Asgore最初則被設定為一名具有威嚴的反派角色，但在Fox朋友、Fangamer創辦人Reid Young的建議下，最終調整為帶有滑稽與親和感的形象。

### 音樂
《Undertale》的配樂全由Toby Fox以FL Studio自行編寫完成。作為自學音樂創作者，福克斯大部分曲目僅經過少量修改，其中僅有主題曲〈Undertale〉歷經多次重製。其音樂靈感主要來自超級任天堂時代的角色扮演遊戲， 包括《地球冒險》、 彈幕射擊遊戲《東方Project》系列、 以及他曾參與配樂的網路漫畫《Homestuck》。Fox表示，他經常從各種音樂中尋找靈感，尤其偏好電子遊戲音樂。 約九成以上的曲目為專為遊戲創作。
〈狂妄之人〉是遊戲中對戰Sans時的BOSS戰主題曲，該曲曾於《Homestuck》及Fox早期自製的《地球冒險》ROM改版中使用。Fox在設計遊戲各章節時，習慣先完成對應配樂，以此決定場景的情感基調與氛圍。 他最初嘗試使用音樂編曲軟體FamiTracker製作音樂，但由於操作困難，最終改以分段錄製旋律再拼接成完整曲目。
為慶祝遊戲發行一周年，Fox於2016年在個人部落格釋出五首未收錄樂曲。 其中四首後來以官方可下载内容（DLC）形式，登上Taito旗下音樂節奏遊戲《Groove Coaster》Steam版。
《Undertale》的配樂廣受評論界好評，被視為遊戲成功的關鍵之一。特別是其善用主导动机來刻畫角色並反覆運用主題旋律，獲得高度讚譽。 在和平路線對戰Asriel時播放的〈Hopes and Dreams〉，融合多首角色主題旋律，被《USgamer》編輯Nadia Oxford譽為「完美的旅程總結」，她認為這曲展現Fox「以舊旋律打造嶄新體驗」的能力，此風格貫穿整張原聲帶。 《GameSpot》的Tyler Hicks則形容本作配樂風格為「芯片音乐旋律」。
此外，《Undertale》原聲帶亦受到多種音樂團體及風格的重新詮釋。為紀念遊戲五周年，經Fox授權後舉辦2019年於日本舉辦的《Undertale》交響音樂會，該演出由樂團Music Engine演奏，並由Fangamer與8-4協助製作。

## 發行
《Undertale》試玩版於2013年5月23日發布，當時被認為約占完整遊戲的25%。 試玩版最初預定於2014年夏季正式發行。遊戲於2015年9月15日在OS X與Windows平台發布，並於2016年7月17日在Linux平台發售。Fox曾表達有意將《Undertale》移植至其他平台，但由於遊戲引擎不支援任天堂平台，需重新編程方能移植。2016年1月釋出更新補丁，修復錯誤並調整藍色攻擊效果以方便色盲玩家辨識。
2017年2017年电子娱乐展期間，索尼互動娛樂宣布《Undertale》將登陸PlayStation 4及PlayStation Vita，並由Fangamer發行實體版。這些版本於2017年8月15日發售。
《Undertale》的Nintendo Switch版本於2018年3月的任天堂直面会上首次公開，但當時未公布具體發行日期；《Undertale》登陸Switch的消息標誌任天堂與YoYo Games之間簽訂的協議，允許GameMaker Studio 2的使用者能將遊戲直接匯出至Switch平台。 該版本於2018年9月15日在日本發行， 並於2018年9月18日全球發售。
Xbox One版本於2021年3月16日發售。與PlayStation 4及Switch版本相同，Xbox One版本包含該平台專屬的獨特內容。所有主機版本的移植與發行均由日本本地化團隊8-4負責。

### 行銷
《Undertale》衍生出多項其他媒體與商品，包括以遊戲角色為原型的玩具公仔與絨毛玩偶。
《Undertale官方原聲帶》則由遊戲音樂廠牌Materia Collective於2015年遊戲同日發行。 此外推出了兩張官方翻唱專輯：2015年由RichaadEB與Amie Waters合作的金屬／電子風格專輯《Determination》， 及2016年由Carlos Eiene（藝名insaneintherainmusic）發行的爵士專輯《Live at Grillby's》。另有由薩克斯風手日比野則彥與鋼琴家佐藤綾子於2016年合作發行的爵士二重奏專輯《Prescription for Sleep》，同樣以《Undertale》音樂為基礎。
同年，由iam8bit製作的《Undertale》原聲帶2片LP黑膠唱片版本也同步發行。由David Peacock編曲，Augustine Mayuga Gonzales演奏的官方《UNDERTALE鋼琴選集》兩冊樂譜書與數位專輯分別於2017年與2018年由Materia Collective發行。
2019年9月，任天堂為《任天堂明星大亂鬥 特別版》推出以Sans為藍本的Mii鬥士服裝DLC，標誌該角色首次以3D模型正式亮相。此服裝同時加入由福克斯重新編曲的〈狂妄之人〉音樂。《任天堂明星大亂鬥》系列導演樱井政博表示，Sans是粉絲間廣受期待加入遊戲的角色。此外，《Undertale》的音樂也被收錄於《太鼓之達人 任天堂Switch版！》作為付費下載內容。

### 官方日文版
在《Undertale》發行後，一個小型的日本粉絲社群逐漸形成，並於2016年初釋出了非官方的日語粉絲翻譯補丁。由於Fox在製作遊戲時就已將日文翻譯視為未來目標，他曾諮詢多家翻譯公司，最終選擇了曾翻譯過《安琪拉之歌》与《铲子骑士》的8-4負責官方翻譯工作。
為了確保遊戲的語調一致，8-4決定僅由一位主要譯者福市惠子擔任翻譯，即使這意味著日語版本的發布時程延長。此外此次翻譯工作亦由一小隊編輯、校對人員以及負責修改遊戲以支援日本文字系統的程式設計師協助。翻譯工作於2016年初展開前，Fox提供了開發筆記與帶有註解的對話腳本，並在整個過程中持續給予支援與指導。 由於日本PC遊戲市場較不盛行，他們同時決定推出主機版《Undertale》，主機移植工作亦由8-4負責。
本地化宣布後，許多粉絲對譯文中Sans使用日語第一人稱代詞「おいら」（oira）感到驚訝，因其帶有鄉村口音的意味，形成所謂「おいら衝擊（oira shock）」。。 日語版於2017年8月16日在PlayStation 4與PlayStation Vita平台發行，PC版則於8月22日於Steam平台推出。

## 評價
| 汇总媒体   | 得分                                 |
| ---------- | ------------------------------------ |
| Metacritic | (PC) 92/100 (PS4) 92/100 (NS) 93/100 |

| 媒体          | 得分   |
| ------------- | ------ |
| Destructoid   | 10/10  |
| Game Informer | 9.5/10 |
| GameSpot      | 9/10   |
| Giant Bomb    | 5/5    |
| IGN           | 10/10  |
| PC Gamer美国  | 91/100 |
| USGamer       | 5/5    |

《Undertale》獲得评论汇总网站Metacritic評為「普遍好評」。該作為2015年發行的Windows遊戲中評分第三高， 並躋身歷年評分前50名之列。發行初期，《Undertale》曾一度成為Metacritic上評分最高的PC遊戲。
評論家特別讚揚遊戲的劇本、獨特角色以及戰鬥系統。《GameSpot》的Tyler Hicks稱其為「長期以來最具前瞻性且創新的角色扮演遊戲之一」， 而《IGN》的Kallie Plagge則稱讚它為「一場精心打造的體驗」。《Game Informer》的Daniel Tack稱遊戲戰鬥系統「極具層次」，並對每場敵人遭遇的獨特性給予肯定。 Giant Bomb的Austin Walker讚賞戰鬥的複雜性，認為它「不拘一格、巧妙且有時相當困難」。本·「亞奇」·克勞薩於《The Escapist》中讚許該遊戲將回合制與即時戰鬥元素巧妙融合的能力。《IGN》的Plagge讚揚玩家能選擇避免戰鬥，轉而與怪物友好交談的設計。 《The Boston Globe》的Jesse Singal認為，遊戲讓玩家於非暴力行動中產生對怪物的同理心，這「展現了《Undertale》核心的寬厚與善意」。 《Games and Culture》的Gabriel Elvery則認為，《Undertale》的和平路線促成玩家與怪物間的擬社會互動，這得益於怪物角色的簡單性及其象徵日常人類生活的特質；反觀屠殺路線則因怪物逃離或被殺，無法形成此種互動。
散文作家Sean Travers在《Journal of Popular Culture》中將《Undertale》描述為對主流角色扮演遊戲暴力本質的批判，該類遊戲中玩家透過擊殺敵人以獲取經驗值。她指出遊戲對選擇走屠殺路線且忽視警告的玩家相當嚴厲，強調該路線隨劇情推進所呈現的語氣轉變及令人不安的影像。Travers將此解釋為玩家成為反派，或是一種「後現代精神病者」，意指只因行為結果而實施不道德行為的角色。她認為《Undertale》因玩家擁有「程度不等的選擇權」而在此類遊戲中具創新性。
Kevin Veale於《Convergence》將《Undertale》對責任制的處理與《林中之夜》做比較，兩者皆將玩家置於核心角色，但在遊戲玩法元素的運用上有所差異。
評論者普遍讚揚遊戲的劇本與敘事。《IGN》的Kallie Plagge稱其「劇本強健」且「始終幽默」，並指出其建立於《Undertale》關於人性與道德的主題之上。《The Escapist》的Ben "Yahtzee"Croshaw認為《Undertale》是2015年寫作最佳的遊戲，稱其「一方面搞笑……另一方面到最後相當感人」。《Destructoid》的Ben Davis讚揚遊戲的角色與喜劇運用，並將其基調、角色與敘事與《洞窟物語》相提並論。《PC Gamer》的Richard Cobbett則給出類似評論，認為「即使較弱的部分……也差不多能成立」。《Undertale》的荒誕幽默廣受好評；《Kill Screen》認為荒誕性是Fox幽默的代表特質。
遊戲視覺表現則評價兩極。《Giant Bomb》的Austin Walker稱其「簡單卻具表達力」。《IGN》的Plagge指出遊戲「並非時常美觀」且「經常醜陋」，但認為音樂與動畫彌補了這些不足。《The Escapist》的Croshaw表示其畫面「在基礎且實用與完全糟糕間搖擺」。其他評論者則喜愛遊戲畫面：Game Informer的Daniel Tack認為視覺與角色及場景十分相稱，而PC Gamer的Cobbett稱讚視覺能有效傳達情感。

### 銷售
根據Steam Spy的初步報告，截至2015年底，《Undertale》是Steam平台銷售最佳的遊戲之一，銷量達530,343份。至2016年2月初，銷量突破一百萬份，至2018年7月，Steam平台估計總玩家數達三百五十萬人次。日本數位版PlayStation 4及PlayStation Vita銷售在2018年2月突破10萬份。截至2019年3月，《Undertale》為Switch平台十款銷量最佳的獨立遊戲之一。截至2024年8月29日，Steam Spy估計《Undertale》在Steam平台銷量介於500萬至1000萬份之間。

## 影響

### 粉絲文化
《Undertale》自發行後迅速培養出一批狂熱粉絲群。 發行約一年後，創作者Fox表示對遊戲爆紅感到驚訝，雖然很感激這份關注，但也感受到壓力。他說：「如果我再也做不出這麼成功的遊戲，我也不會感到意外。不過這對我來說沒什麼問題。」
NPR的Ana Diaz指出，《Undertale》「塑造了一整代人的娛樂品味」，並且「透過迷因獲得了新的生命」。Fangamer執行長Reid Young表示這款遊戲成為「絕對主宰市場的力量」。其中角色Sans深受玩家喜愛，成為眾多粉絲創作的主題。
職業摔角選手肯尼·奧米加也表達過對《Undertale》的喜愛，並於2019年10月30日的《全精英摔角》節目中扮演Sans造型。Sans作為《任天堂明星大亂鬥 特別版》中的Mii戰鬥員DLC服裝加入獲得粉絲正面迴響，但《The Commonwealth Times》指出這可能造成「潛在問題」，因為每增加新角色，遊戲的懷舊感會下降，且角色陣容持續擴大。《Undertale》的粉絲群也因創作多款基於遊戲世界觀的同人遊戲而知名，這些同人遊戲提供了獨特的故事與玩法。 最受期待的同人作品之一是衍生作《Undertale Yellow》，該作歷經七年開發於2023年發表，並在多個社交平台上獲得粉絲正面評價。
《Undertale》的粉絲群體曾引發爭議，導致遊戲在部分圈層中獲得負面聲譽。這主要源於粉絲間對遊戲「正確」遊玩方式的分歧。 遊戲發售後，一些實況主因選擇在遊戲中殺死敵人、走「滅絕路線」而遭受部分粉絲騷擾。知名YouTuberMarkiplier拒絕完成他的首次遊玩，表示粉絲的期望使他「感到不快樂」。
2016年7月，YouTube名人MatPat於梵蒂岡網路高峰會贈送《Undertale》遊戲副本予教宗方濟各。MatPat表示，此舉因2016年為「奇蹟禧年」，而遊戲主題聚焦「慈悲」與寬恕。 2022年1月，一支馬戲團團體於梵蒂岡教宗週會演奏遊戲曲目《狂妄之人》，象徵與MatPat贈禮的延續與呼應。國際教育藝術期刊的Christopher Cayari認為，《Undertale》的流行成為遊戲音樂作為教育媒介的典範，特別是其粉絲文化的參與與創作。

#### 粉絲理論
因《Undertale》故事中充滿神秘與隱晦元素，粉絲群熱衷於提出各種粉絲理論。其中一項廣為流傳的理論是，第一位掉入地下世界的人類Chara（即「滅絕路線」中引發災難的角色）同時也是遊戲故事的敘述者。粉絲討論中最神秘且謎團重重的角色是前任皇家科學家W. D. Gaster。他與字型Wingdings相關聯，曾創造地下城的能源核心（CORE），但卻「墜入其自身的創造物」，導致自己在時空中支離破碎。隨著續作《Deltarune》發布，玩家大量猜測Gaster在新作劇情中的角色，並嘗試連結《Undertale》與《Deltarune》，兩者除部分角色共通外，故事背景與設定亦被玩家討論是否相關。

### 獲獎記錄
《Undertale》入選多個2015年年度最佳遊戲名單，並榮獲多項殊榮。其中，《Rock, Paper, Shotgun》授予其「本月遊戲」（Game of the Month）及「最有趣遊戲」獎項，《GameFAQs》則評選其為「史上最佳遊戲」之一，《Zero Punctuation》與《IGN》同時將其列為PC平台年度最佳遊戲。此外，《Destructoid》也頒發該作「最佳PC遊戲」獎。
憑藉故事敘述與角色扮演元素，《Undertale》獲得多項提名與獎項。於2015年IGN年度評選中獲得「最佳故事」獎。互動藝術與科學學會提名該遊戲競逐D.I.C.E.角色扮演/大型多人遊戲獎、D.I.C.E.傑出遊戲指導獎及D.I.C.E.傑出獨立遊戲獎。游戏开发者选择奖提名其「創新獎」、「最佳初次作品」及「最佳敘事」獎項。2016年，《Undertale》於独立游戏节獲得觀眾獎，並入圍音效、敘事及Seumas McNally大獎三項提名。南方西南藝術節（SXSW Gaming Awards）授予其「最具成就群眾募資遊戲」與「Matthew Crump文化創新獎」。同年Steam大奖獎則提名其為「我沒哭，這裡面有洋蔥」獎項候選。
2019年，《Polygon》將本作列為該十年最佳遊戲之一。 2021年，《IGN》將《Undertale》列為史上第20大遊戲，在日本，根據朝日電視台對超過5萬名玩家的全國調查，該作則位列史上第13名。
| 獎項             | 頒發日期       | 類別                         | 結果 | 參考(s).        |
| ---------------- | -------------- | ---------------------------- | ---- | --------------- |
| 英国学院游戏奖   | 2016年4月7日   | 故事獎                       | 提名 | [ 139 ] [ 140 ] |
| D.I.C.E.大奖     | 2016年2月18日  | 遊戲導演傑出成就獎           | 提名 | [ 131 ]         |
| D.I.C.E.大奖     | 2016年2月18日  | DICE Sprite Award            | 提名 | [ 131 ]         |
| D.I.C.E.大奖     | 2016年2月18日  | 年度角色扮演/大型多人遊戲獎  | 提名 | [ 131 ]         |
| 龍獎             | 2016年8月11日  | 最佳科幻或奇幻 PC/主機遊戲獎 | 提名 | [ 141 ]         |
| 全球遊戲大獎     | 2015年11月27日 | 最佳獨立音樂獎               | 亞軍 | [ 142 ]         |
| 遊戲大獎         | 2015年12月3日  | 最佳獨立遊戲獎               | 提名 | [ 143 ]         |
| 遊戲大獎         | 2015年12月3日  | 革命遊戲獎                   | 提名 | [ 143 ]         |
| 遊戲大獎         | 2015年12月3日  | 最佳角色扮演遊戲             | 提名 | [ 143 ]         |
| 游戏开发者选择奖 | 2016年3月16日  | 創新獎                       | 提名 | [ 132 ]         |
| 游戏开发者选择奖 | 2016年3月16日  | 最佳處女作                   | 提名 | [ 132 ]         |
| 游戏开发者选择奖 | 2016年3月16日  | 最佳故事                     | 提名 | [ 132 ]         |
| 独立游戏节       | 2016年3月16日  | 塞尤瑪斯·麥克納利大獎        | 提名 | [ 144 ]         |
| 独立游戏节       | 2016年3月16日  | 最佳音樂                     | 提名 | [ 144 ]         |
| 独立游戏节       | 2016年3月16日  | 最佳故事                     | 提名 | [ 144 ]         |
| 独立游戏节       | 2016年3月16日  | 觀眾獎                       | 獲獎 | [ 133 ]         |
| SXSW 遊戲大獎    | 2016年3月19日  | 年度最佳遊戲                 | 提名 | [ 145 ]         |
| SXSW 遊戲大獎    | 2016年3月19日  | 卓越遊戲玩法                 | 提名 | [ 145 ]         |
| SXSW 遊戲大獎    | 2016年3月19日  | 最有前途的新智慧財產權       | 提名 | [ 145 ]         |
| SXSW 遊戲大獎    | 2016年3月19日  | 最令人滿意的眾籌遊戲         | 獲獎 | [ 134 ]         |
| SXSW 遊戲大獎    | 2016年3月19日  | 馬修·克倫普文化創新獎        | 獲獎 | [ 134 ]         |
| NAVGTR獎         | 2016年3月21日  | 遊戲、原創角色獎             | 獲獎 | [ 146 ]         |
| NAVGTR獎         | 2016年3月21日  | 原始光混合分數，新 IP        | 提名 | [ 146 ]         |
| NAVGTR獎         | 2016年3月21日  | 遊戲設計，新 IP              | 提名 | [ 146 ]         |

## 相關遊戲

### Deltarune
在先前於一天前透露與《Undertale》相關訊息後，Fox於2018年10月31日免費發布《Deltarune》的第一章，支援macOS與Windows系統。 Fox表示，《Deltarune》「並非《Undertale》的世界」，雖然角色與設定可能讓人聯想到《Undertale》的世界觀，且「是為已完成《Undertale》玩家所設計」。 「Deltarune」一詞是「Undertale」的字母重組(anagram)。 Fox表示此釋出為新專案的首部分，視為一種「調查計劃」，用以決定未來方向。 他進一步說明，《Deltarune》將比《Undertale》規模更大，製作第一章花了數年時間，遠超過他完成《Undertale》試玩版的時間。 不同於《Undertale》，《Deltarune》計劃只有一個結局，無論玩家做出何種選擇。
《Deltarune》第二章於2021年9月17日釋出，當時Fox已組建團隊協助後續開發。  Fox表示完成所有章節後，將一次推出完整遊戲，但尚無預定完成時間。 雖然前兩章免費，後續章節則須付費購買。
第三章與第四章於2025年6月4日發布，隔日於日本同步推出。 未來所有章節將以免費更新方式發布。